# Авија BH-1
Авија BH-1 (Avia BH-1) је био двоседи спортски авион изграђен у Чехословачкој 1920. Био је то први производ компаније Авиа.

## Пројектовање и развој
Ово је први авион који су заједнички пројектовали инжењери Павел Бенеш и Мирослав Хајн. Уједно то је први из серије цивилних и војних авиона које су пројектовали ова двојица инжењера у периоду од 1920 до 1930. године. BH-1 је био аеродинамични моноплан у ери у којој су још увек доминирали спори двокрилци.
Први лет авиона BH-1 је обављен авиона 13. октобра 1920. и следећег дана се показало да је летелица управљива и лака за летење, али очигледно недовољно снажна.

## Технички опис
Труп је дрвене конструкције обложен шперплочом, правоугаоног попречног пресека са благо заобљеном горњом страницом трупа. Само предња страна кљуна и поклопац мотора је био од алуминијумског лима. Конструкција трупа је била класична дрвена просторна решетка чија су поља укрућена жичаним дијагоналама. У трупу су се налазила два отворена кокпита од којих је први био пилотски.
Авион BH-1 је имао 4-воро цилиндрични мотор Austro Daimler снаге 26 kW. и двокраку дрвену вучну елису фиксног корака. Пошто авион са овом снагом није могао да полети са двочланом посадом, код авиона BH-1 bis Daimler-ов мотор је замењен 7-цилиндарским ротационим Gnome Omega мотором снге 35 kW.
Крила су била дрвене конструкције са две рамењаче од пуног дрвета и дрвена ребра пресвучена импрегнираним платном. Крила су била трапезастог облика средње дебљине профила. Крила су била причвршћена за доњу ивицу трупа а са два крута затезача била су причвршћена за горњу страницу трупа. Елерони (крилца) били су такође дрвене конструкције пресвучени платном и везани за другу рамењачу. Управљање крилцима је механичко помоћу челичних сајли.
Авион има два хоризонтална стабилизатора на које су прикачена кормила дубине. Авион нема вертикални стабилизатор а његову функцију обавља кормило правца. Сви елементи репа авиона имају дрвену конструкцију и облогу од импрегнираног платна.
Стајни трап авиона је фиксан направљен од танкозидих заварених челичних цеви са фиксном челичном осовином и два точка са гумама од тврде гуме. Испод репа авиона налази се дрвена еластична дрљача као трећа ослона тачка авиона.

## Верзије
- BH-1 exp - модел са мотором Austro Daimler линијски 4- цилиндарски мотор снаге 26 kW.
- BH-1 bis - модел са 7-цилиндарским ротационим Gnome Omega мотором снге 35 kW.
- BH-1 Replika - Реплику авиона BH-1 је направио Марсел Сеземски 2004. године са мотором  Walter Mikron III 48,5 kW[3].

## Оперативно коришћење
Неколико дана након првог лета, прототип је представљен на првој чехословачкој међународној ваздухопловној изложби. Летелица је постигла одређен успех код посетилаца. Први председник Чехословачке Томаш Масарик је фирми Авиа, чија је то први произведени авион, одобрио донацију од 100.000 Чешких круна из свог фонда за њен даљи развој.
Априла 1921. у авион је уграђен 7-цилиндарским ротационим Гноме Омега који му је омогућио да победи на првом ваздушном релију Чехословачке 1921. године, прешавши 860 km са просечном брзином од 125 km/h. Слупан је приликом слетања у пролеће 1922. године, и више није обновљен.

## Земље које су користиле авион
- Чехословачка